# 托沃克 (科羅拉多州)
托沃克（英語：Towaoc）是位於美國科羅拉多州蒙提祖馬縣的一個人口普查指定地區。

## 地理
托沃克的座標為37°12′20″N 108°43′37″W / 37.20556°N 108.72694°W，而該地最高點為海拔高度1802米（即5912英尺）。

## 人口
根據2010年美國人口普查的數據，托沃克的面積為9.00平方千米，當中陸地面積為9.00平方千米，而水域面積為0.00平方千米。當地共有人口1087人，而人口密度為每平方千米120人。